# Bertrand Solet
Pour les articles homonymes, voir Solet.
Bertrand Solet, de son nom Bertrand Soletchnik, né le 20 août 1933 à Paris et mort le 4 février 2017 à Montreuil, est un auteur de livres pour adolescents. Il a aussi été chef du service de documentation dans une importante société commerciale.

## Œuvre
Bertrand Solet est l'auteur de nombreux romans pour la jeunesse tels que :
- Les Révoltés de Saint-Domingue, paru dans la collection Plein Vent en 1969 ;
- Les Frères des nuages, paru dans la collection Travelling sur le futur en 1977 ;
- En 1789, Nicolas de Montreuil, illustré par Michel Galvin, publié en 1988 ;
- La Troupe sans pareille (Hachette jeunesse), lauréat du prix Amerigo-Vespucci Jeunesse 1994 [2] ;
- La Chasse aux enfants, publié aux éditions Syros Jeunesse en 1996 ;
- Farces à Venise, paru en 2009, édité chez Seuil jeunesse  (ISBN 9782020991933).
- Il était un capitaine, paru en 2002, chez Le Livre de Poche Jeunesse, édition Hachette  (ISBN 9782010023491)